# Epiplema nivosaria
Epiplema nivosaria är en fjärilsart som beskrevs av Walker 1866. Epiplema nivosaria ingår i släktet Epiplema och familjen Uraniidae. Inga underarter finns listade i Catalogue of Life.